# Anthapura, Sira
Anthapura là một làng thuộc tehsil Sira, huyện Tumkur, bang Karnataka, Ấn Độ.